# Nordvestbanen
Nordvestbanen är en järnväg i Danmark, mellan Köpenhamn och Kalundborg. Den egentliga delen, mellan Roskilde och Kalundborg, invigdes den 30 december 1874. Delen mellan Köpenhamn och Roskilde delas med bland andra Sydbanen och Vestbanen.
Nordvestbanen är Danmarks fjärde tätast trafikerade järnvägslinje, efter Vestbanen och Öresundsbanan/Kystbanen (S-banorna oräknade). Stationen i Holbæk har ca 7000 resenärer per dygn och är vändpunkt för en Re-pendeltågslinje från centrala Köpenhamn.
Under 2013-2014 byggdes sträckan Lejre–Vipperød (21 km) ut till dubbelspår, till en kostnad på 1,3 miljarder DKK och hastigheten höjdes då till 160 km/h.
 Detta eliminerade alla plankorsningar mellan Roskilde och Vipperød.
På längre sikt, cirka år 2022, planereras hela banan elektrifieras.